# پالی واکر
پالی آلکساندرا واکر (انگلیسی: Polly Alexandra Walker؛ زادهٔ ۱۹ مهٔ ۱۹۶۶) یک بازیگر اهل انگلستان است. وی از سال ۱۹۸۹ میلادی تاکنون مشغول فعالیت بوده است.
از فیلم‌ها یا برنامه‌های تلویزیونی که وی در آن نقش داشته است، می‌توان به پوآرو، رم، پادزهر، بازسازی، بازی پاتریوت، آسمان‌خراش، لورنا دون، صحنه‌های یک ماهیت جنسی، صحبت از فرشتگان و اِما اشاره کرد.
وی در سریال پوآرو نقش نیک مگدلا باکلی در قسمت خطر در آخرین خانه (اپیزود اول فصل دو) را ایفا نمود.